# إريك ويليامز (لاعب كرة سلة مواليد 1972)
إريك ويليامز (بالإنجليزية: Eric Williams)‏ مواليد 17 يوليو 1972 في نيوآرك، هو لاعب كرة سلة أمريكي سابق بدأ مسيرته الاحترافية في سنة 1995. تم اختياره من قبل فريق بوسطن سيلتكس خلال الدرافت. يبلغ طوله 6 قدم 8 بوصة (2.0 م). اعتزل اللعب في 2007. أحرز خلال مسيرته في الإن بي إيه 5642 نقطة بمعدل 8.6 نقاط في المباراة الواحدة.

## المسيرة الاحترافية
لعب مع بوسطن سيلتكس من سنة 1995 إلى 1997، ثم لعب مع دنفر ناغتس من سنة 1997 إلى 1999، ثم لعب مع بوسطن سيلتكس من سنة 1999 إلى 2004، ثم لعب مع كليفلاند كافالييرز في موسم 2003–2004، ثم لعب مع بروكلين نتس في سنة 2004، ثم لعب مع تورونتو رابتورز من سنة 2004 إلى 2006، ثم لعب مع سان أنطونيو سبرز في موسم 2006–2007، ثم لعب مع شارلوت هورنتس في سنة 2007.

## روابط خارجية
- إريك ويليامز على موقع إن بي أي (الإنجليزية)
- إريك ويليامز على موقع سبورتس رفرنس (الإنجليزية)
- إريك ويليامز على موقع كرة السلة الأوروبية.كوم (الإنجليزية)
- إريك ويليامز على موقع كلية كرة السلة في سبورتس رفرنس.كوم (الإنجليزية)
- إريك ويليامز على موقع ريلجم (الإنجليزية)
- إريك ويليامز على موقع بروبوليرز (الإنجليزية)